# Dalisberg
Koordinaten: 48° 37′ 54″ N, 9° 44′ 53″ O
Das Naturschutzgebiet Dalisberg liegt auf dem Gebiet der Gemeinde Bad Überkingen im Landkreis Göppingen in Baden-Württemberg.
Das Gebiet erstreckt sich nordwestlich von Unterböhringen, einem Ortsteil von Bad Überkingen. Unweit nördlich des Gebietes erhebt sich der 712 Meter hohe Dalisberg, östlich fließt der Talbach und verlaufen die Kreisstraßen K 1438 und K 1439. Südwestlich erstreckt sich das 109,6 ha große Naturschutzgebiet Haarberg-Wasserberg.

## Bedeutung
Das 30,5 ha große Gebiet, das innerhalb des 54,957 km² großen FFH-Gebietes Filsalb liegt, steht seit dem 24. Oktober 1990 unter der Kenn-Nummer 1.170 unter Naturschutz. Es handelt sich um eine „vielfältige, reich strukturierte Landschaft mit Heiden, Gebüschzonen, Hecken, Sukzessionsflächen, Wiesen und Steppenheidewald.“